# Кабанбай (Тюлькубаський район)
Кабанба́й (каз. Қабанбай) — село у складі Тюлькубаського району Туркестанської області Казахстану. Входить до складу Тастумсицького сільського округу.
Населення — 304 особи (2021; 257 у 2009, 247 у 1999, 209 у 1989).